# The Electric Flag
The Electric Flag fue una banda estadounidense de blues-rock y jazz rock, fundada en Chicago, Illinois en 1966, y que estuvo en activo cuatro años.

## Historia
La banda estuvo liderada por el guitarrista Mike Bloomfield, el teclista Barry Goldberg y el baterista Buddy Miles y en ella militaron varios músicos muy conocidos en el mundo del rock de finales de los 60, como el cantante Nick Gravenites o el bajista Harvey Brooks. Bloomfield formó The Electric Flag a finales de 1966, tras dejar la banda de blues de Paul Butterfield, con el objetivo de hacer música americana.

### Comienzos
La banda la creó Bloomfield, pero contó desde el principio con el apoyo y la organización de Goldberg. Harvey Brooks, que había trabajado con Bloomfield previamente en el disco de Bob Dylan, Highway 61 Revisited, se les unió como bajista y recomendó a Buddy Miles, entonces un joven de 19 años que, a pesar de ello, ya había trabajado con Wilson Pickett. Bloomfield y Goldberg habían pensado en Billy Mundi, que tocaba entonces con The Mothers of Invention. Mitch Ryder fue invitado a unirse como vocalista, pero declinó la invitación, por lo que Bloomfield se lo propuso a Nick Gravenites. Más tarde, Peter Strazza, a quien Goldberg conocía de Chicago, se añadió tocando el saxo tenor. El trompetista, Marcus Doubleday fue recomendado por el guitarrista de jazz Larry Coryell.
Bloomfield y Goldberg se llevaron el grupo a San Francisco, e inmediatamente comenzaron a trabajar en su primer proyecto, la banda sonora (BSO) del film The Trip, una película sobre las experiencias con el LSD, protagonizada por Peter Fonda, escrita por Jack Nicholson y dirigida por Roger Corman. Fue Peter Fonda quien atrajo a Bloomfield para el proyecto, en sustitución de Gram Parsons, ya que Roger Corman no encontraba adecuada la música de este para una película sobre experiencias con el LSD . Electric Flag ensayaba en esa época en la casa de Parsons. 
El disco se publicó en 1967. Bloomfield aparece como único compositor de los temas pero contó con el teclista Paul Beaver para añadir texturas a la banda sonora, utilizando el sintetizador Moog en el disco. El disco se grabó en diez días y concitó críticas muy favorables. Uno de sus temas, se incluyó además en la película Easy Rider (1969), también de Peter Fonda.

### Éxito
La banda actuó en el Monterey Pop Festival, en 1967, el primero de los macro-festivales de pop, tras lo cual grabaron para Columbia Records. El álbum se publicó en marzo de 1968, tras seis meses de grabación. Fue uno de los primeros discos pop en mezclar música con samplers. Para esta fecha, el batería Buddy Miles se había convertido en la fuerza dominante en la dirección musical de la banda. El repertorio del grupo incluía numerosas versiones de temas clásicos del blues, cantados por el propio Miles, junto con una docena de temas propios, escritos en su mayoría por el cantante Nick Gravenites. 
A pesar del relativo éxito del disco, en junio de 1968, Bloomfield abandona el grupo, exhausto por el insomnio que padecía. Buddy Miles, se convirtió de facto en el nuevo líder del grupo. Sin embargo, aunque la banda intentó mantenerse bajo la dirección de Miles, The Electric Flag se disolvió en 1969. Conflictos de personalidad, diferencias estéticas, y una serie de problemas con las drogas, acabaron con la banda.

### Epílogo
En 1974, tuvo lugar un intento de reunión, para grabar un disco que se publicó bajo el título de The Band Kept Playing, pero el escaso éxito de crítica y ventas del álbum, desanimó a la banda, que se deshizo nuevamente tras una corta gira.
En julio de 2007, se reunieron para un concierto en el Monterey County Fairgrounds, conmemorando el 40.º Aniversario del Monterey Jazz Festival. Estuvieron Gravenites, Goldberg, y Hunter, apoyados por miembros de Tower of Power y de The Blues Project.

## Discografía

### Bandas sonoras
- The Trip "Musical Score Composed and Performed by The Electric Flag, An American Music Band" (1967, Curb Records; CD con versión abreviada, 1996)[5]

### Álbumes
- A Long Time Comin' (1968, Columbia) (con Bloomfield y Goldberg)
- The Electric Flag: An American Music Band (1968, Columbia) (liderado por Buddy Miles, tras irse Bloomfield y Goldberg)
- The Band Kept Playing (1974, Atlantic; CD publicado en 2002, Wounded Bird) (disco de la reunión)[6]
- Old Glory: Best of the Electric Flag, An American Music Band (1995, Sony) (recopilación de tomas descartadas, y de tomas en vivo en Monterey)
- Groovin' Is Easy (1983), The Electric Flag: Live (2000), I Found Out (2000), Funk Grooves (Classic World Productions, 2002), I Found Out (Dressed To Kill, 2005), I Should Have Left Her (Music Avenue, 2007). Recopilatorios